# Liste des ambassadeurs du Canada aux États-Unis

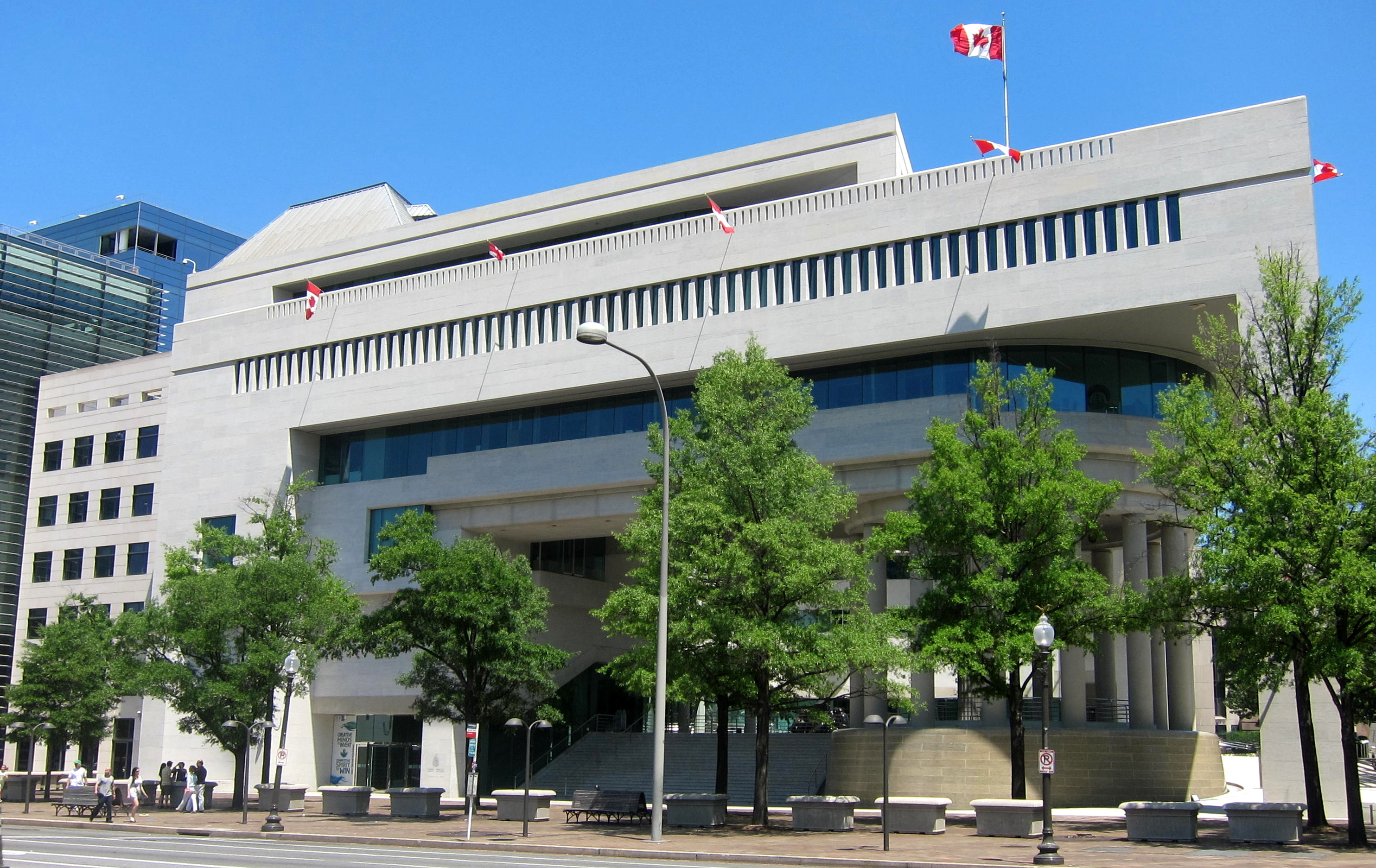
Ambassade du Canada aux États-Unis à Washington D. C..

L'ambassadeur du Canada aux États-Unis, officiellement nommé ambassadeur extraordinaire et plénipotentiaire  aux États-Unis d'Amérique pour le gouvernement de sa Majesté au Canada ((en) Ambassador Extraordinary and Plenipotentiary to the United States of America for Her [His] Majesty's Government in Canada). À l'origine, le représentant diplomatique du Canada aux États-Unis avait le rang d'Envoyé extraordinaire et ministre plénipotentiaire ((en) Envoy Extraordinary and Minister Plenipotentiary). Le titre est promu au rang d'ambassadeur extraordinaire et plénipotentiaire en 1943, durant le mandat de Leighton McCarthy.
La plupart des ambassadeurs canadiens aux États-Unis ont obtenus leur poste sur la base de nominations politiques. Quelques uns (Chrétien, Pearson, Charles Ritchie, Edgar Ritchie, Kirsten Hillman et Wrong) étaient des diplomates de carrière ou ont un historique de carrière important au ministre des Affaires extérieures.

## Envoyé extraordinaire et ministre plénipotentiaire
| # | Ambassadeur                                | Photo | Arrivée          | Départ          | Premier ministre                          |
| - | ------------------------------------------ | ----- | ---------------- | --------------- | ----------------------------------------- |
| 1 | Vincent Massey                             |       | 25 novembre 1926 | 23 juillet 1930 | William Lyon Mackenzie King               |
| 2 | H. H. Wrong (Chargé d'Affaires ad interim) |       | 23 juillet 1930  | 9 mars 1931     | William Lyon Mackenzie King R. B. Bennett |
| 3 | W.D. Herridge                              |       | 9 mars 1931      | 1935            | R. B. Bennett                             |
| — | H. H. Wrong (Chargé d'Affaires ad interim) |       | 1935             | 1936            | R. B. Bennett William Lyon Mackenzie King |
| 4 | Sir Herbert Marler                         |       | 1936             | 1939            | William Lyon Mackenzie King               |
| 5 | Loring Christie                            |       | 1939             | 1941            | William Lyon Mackenzie King               |
| 6 | Leighton McCarthy                          |       | 1941             | 1943            | William Lyon Mackenzie King               |

## Ambassadeur extraordinaire et plénipotentiaire
| #  | Ambassadeur        | Photo | Arrivée                              | Départ          | Premier ministre                                  |
| -- | ------------------ | ----- | ------------------------------------ | --------------- | ------------------------------------------------- |
| 6  | Leighton McCarthy  |       | 1943                                 | 1944            | William Lyon Mackenzie King                       |
| 7  | Lester B. Pearson  |       | 1944                                 | 1946            | William Lyon Mackenzie King                       |
| —  | H. H. Wrong        |       | 1946                                 | 1953            | William Lyon Mackenzie King Louis St. Laurent     |
| 8  | A.D.P. Heeney      |       | 1953                                 | 1957            | Louis St. Laurent                                 |
| 9  | Norman Robertson   |       | 1957                                 | 1958            | John Diefenbaker                                  |
| —  | A.D.P. Heeney      |       | 1959                                 | 1962            | John Diefenbaker                                  |
| 10 | C.S.A. Ritchie     |       | 1962                                 | 1966            | John Diefenbaker Lester B. Pearson                |
| 11 | A.E. Ritchie       |       | 1966                                 | 1970            | Lester B. Pearson Pierre Elliott Trudeau          |
| 12 | Marcel Cadieux     |       | 1970                                 | 1975            | Pierre Elliott Trudeau                            |
| 13 | Jake Warren        |       | 1975                                 | 1977            | Pierre Elliott Trudeau                            |
| 14 | Peter Towe         |       | 1977                                 | 1981            | Joseph Clark Pierre Elliott Trudeau               |
| 15 | Allan Gotlieb      |       | 1981                                 | 1989            | Pierre Elliott Trudeau John Turner Brian Mulroney |
| 16 | Derek Burney       |       | 1989                                 | 1993            | Brian Mulroney Kim Campbell                       |
| 17 | John de Chastelain |       | 1993                                 | 1994            | Jean Chrétien                                     |
| 18 | Raymond Chrétien   |       | 1994                                 | 2000            | Jean Chrétien                                     |
| 19 | Michael Kergin     |       | 26 octobre 2000                      | 28 février 2005 | Jean Chrétien Paul Martin                         |
| 20 | Frank McKenna      |       | 8 mars 2005                          | 13 mars 2006    | Paul Martin Stephen Harper                        |
| 21 | Michael Wilson     |       | 13 mars 2006                         | 19 octobre 2009 | Stephen Harper                                    |
| 22 | Gary Doer          |       | 19 octobre 2009                      | 3 mars 2016     | Stephen Harper Justin Trudeau                     |
| 23 | David MacNaughton  |       | 3 mars 2016                          | 31 août 2019    | Justin Trudeau                                    |
| 24 | Kirsten Hillman,   |       | 26 mars 2020 Intérim du 31 août 2019 | En fonction     | Justin Trudeau                                    |